# Associação Mundial de Futsal
A Associação Mundial de Futsal (AMF) (em espanhol: Asociación Mundial de Futsal) é uma organização mundial que regula a prática do Futebol de Salão nas regras FIFUSA/AMF. Ela nasceu em 2002 e tem sua sede em Asunción, Paraguai.

## História

### Antecedentes
A AMF é a sucessora da FIFUSA, primeira entidade do Futebol de Salão no mundo. Fundada no Rio de Janeiro, Brasil, em 1971, a FIFUSA foi durante duas décadas a única gerenciadora do Futebol de salão no planeta. Com a popularização do esporte na década de 1980, a FIFA usou toda a sua influência para assumir o comando do esporte. A FIFA tentou negociar uma fusão com a FIFUSA, mas os acordos sempre fracassaram.
Em 2 de maio de 1990, a Confederação Brasileira de Futebol de Salão desligou-se oficialmente da FIFUSA. A desfiliação da maior grande potência do esporte enfraqueceu em definitivo a FIFUSA, ao selar de vez o controle da FIFA sobre a modalidade, que passou a ser chamada de Futsal
Enfraquecida, a FIFUSA acabou paralisando suas atividades em 2004 e partes de sua documentação ficaram em poder da CNFS - Confederação Nacional de Futebol de Salão e da UEFS – União Europeia de Futebol de Salão.[carece de fontes?]

### Resistências
Lideradas pelo Paraguai - campeão do último Campeonato Mundial de Futebol de Salão organizado pela FIFUSA (em 1988) e principal rival no esporte do Brasil - algumas federações sul-americanas uniram-se com outras antigas filiadas FIFUSA no resto do continente para criar, em 25 de setembro de 1990, na cidade de Bogotá, a Confederação Pan-Americana de Futebol de Salão (PANAFUTSAL). Os países-membros da nova entidade foram: Argentina, Bolívia, Colombia, Costa Rica, México, Paraguai, Porto Rico, Uruguai e Venezuela. Mais tarde, Antilhas Holandesas, Aruba, Canadá e Equador iriam aderir à PANAFUTSAL.
Ao longo da década, a PANAFUTSAL manteve-se como uma entidade independente da FIFA e organizou campeonatos de futebol de salão. Embora tenha se tornado uma modalidade marginalizada, o futebol de salão permaneceu sendo praticado em muitos países - inclusive no Brasil, com praticamente as mesmas regras de quando o esporte surgiu na década de 1950 - como o arremesso lateral e de canto feito com as mãos, a proibição de marcar gol dentro da área e a do goleiro jogar fora da área e o limite para substituição de jogadores.
Em 2000, a PANAFUTSAL, a FIFUSA e a FIFA aproximam-se em busca de uma futura fusão. As entidades chegaram a firmar, em um congresso realizado durante o Campeonato Mundial daquele ano, uma carta de intenções, mas não houve um compromisso mais concreto. Ainda no mesmo ano, o Comitê Olímpico Internacional reconheceu oficialmente a FIFA como única entidade para promover campeonatos de futsal.

### Surgimento da AMF
Com os fracassos na negociações com a FIFA, a PANAFUTSAL decidiu dar ao organismo um caráter mundial, como uma forma de manter o futebol de salão nos moldes de sua criação - em oposição à versão da FIFA, cheia de alterações.
Juntamente com federações nacionais de outros continentes, os países-membros da PANAFUTSAL fundaram a AMF em dezembro de 2002, em Assunção. A partir de 2002, a AMF passou a organizar suas próprias competições. a principal delas é o seu Mundial de Seleções.
Países filiados a FIFUSA filiou-se a AMF; oficialmente países e confederações não desfiliaram-se da FIFUSA. No Brasil, a Confederação Nacional de Futebol de Salão tem sua filiação à FIFUSA desde 1991 e na AMF desde 2006.

## Integrantes

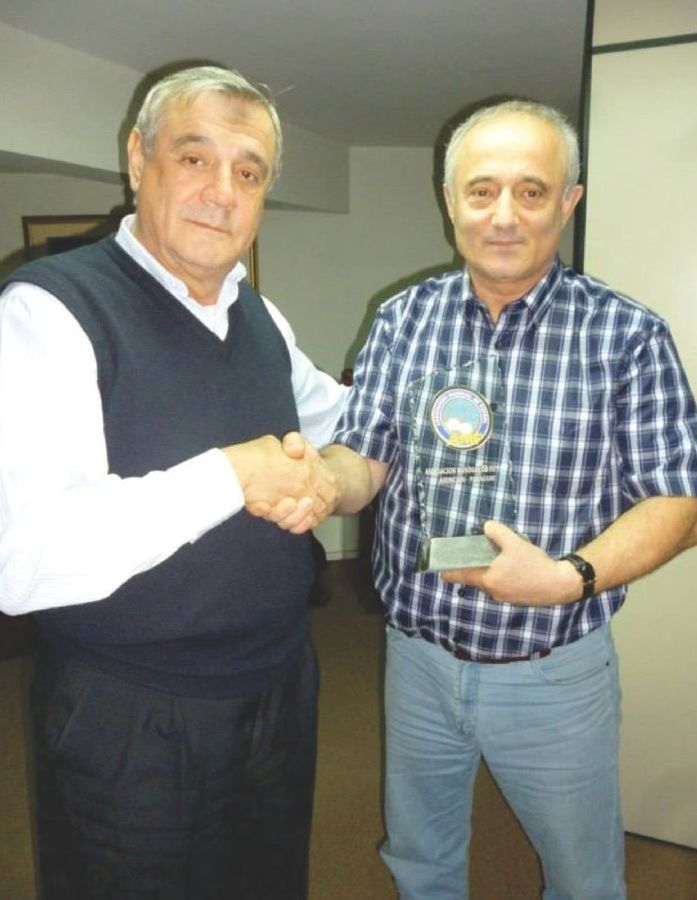
Encontro em 2013, entre o presidente Rolando Alarcon Rios (a esquerda) da AMF - Associação Mundial de Futsal e o presidente Valery Akhumyan (a direita) da UEFS - União Europeia de Futebol de Salão para a definição do país sede do próximo mundial de futebol de salão, que acontecerá na Bielorrússia em 2015.

A AMF conta com sete entidades continentais  e várias entidades de países afiliados:

### Entidades continentais
- CSFS - Confederação Sul-Americana de Futebol de Salão.
- CPFS - Confederação Pan-Americana de Futebol de Salão.
- UEFS – União Europeia de Futebol de Salão ate 2017, Futsal European Federation desde 2017
- CONCACFUTSAL – Confederação do Norte, América Central e Caribe de Futebol de Salão.
- CAFUSA – Confederação Africana de Futebol de Salão.
- CAFS – Confederação Asiática de Futebol de Salão.
- CFSO – Confederação de Futebol de Salão da Oceania.

### Entidades afiliadas
- Futsal and Beach Soccer Germany ( Alemanha)
- FEFUTSAL Antillas Holandesas ( Antilhas Holandesas)
- Association Algérienne de Futsal ( Argélia)
- Confederación Argentina de Futsal ( Argentina)
- Federashon Futbol di Sala (FEFUSA) ( Aruba)
- Futsal Australia ( Austrália)
- Association Belge Football en Salle ( Bélgica)
- Federación Boliviana de Fútbol de Salón ( Bolívia)
- Federação Nacional de Futsal do Brasil ( Brasil)
- Futsal Canadá ( Canadá)
- Federacion Catalana de Futbol Sala ( Catalunha)
- Asociación Deportiva de Futbol Sala Chile ( Chile)
- Federación Colombiana de Fútbol de Salón ( Colômbia)
- Federación Costaricense de Fútbol de Salón (FECOFUS) ( Costa Rica)
- IFS - Indoor Football Scandinavia ( Dinamarca /  Noruega /  Suécia)
- Confederación Nacional de Federaciones Autonómicas de España ( Espanha)
- AFF, Association Française de Futsal ( França)
- Persatuan Olahraga Futsal Indonesia-POFI ( Indonésia)
- Federazione Italiana Futsala ( Itália)
- Federación Mexicana de Futsal ( México)
- Federación Paraguaya de Fútbol de Salón ( Paraguai)
- Asociación Peruana de Futsal ( Peru)
- Asociación Puertorriqueña de Fútbol de Salón ( Porto Rico)
- Association Congolaise de Futsal ( República do Congo)
- Saint Helena Nacional Futsal Association ( Santa Helena (território))
- Federación Uruguaya de Futsal ( Uruguai)
- U.S.Court Soccer Federation ( Estados Unidos)
- Federación Venezolana de Fútbol de Salón ( Venezuela)